# Nati il 22 giugno
| Questa pagina contiene informazioni ricavate automaticamente dalle voci biografiche con l'ausilio del template Bio e di un bot. L'aggiornamento è periodico e automatico e ricostruisce completamente la pagina. Se manca una persona in questa lista, sei pregato di non aggiungerla, ma accertati piuttosto che la sua voce biografica contenga il template Bio e che i dati anagrafici siano correttamente compilati. Se il template Bio manca, inseriscilo tu stesso o, in alternativa, metti l'avviso {{tmp\|Bio}} che ne segnala la mancanza. Se i dati riportati sono sbagliati, correggi direttamente la voce biografica; le modifiche saranno visibili in questa lista entro pochi giorni. Per chiarimenti vedi il progetto biografie. La lista contiene solo le 1.123 persone che sono citate nell'enciclopedia e per le quali è stato implementato correttamente il template Bio. Pagina aggiornata al 17 ago 2025. |

## VII secolo(1)
- 662 - Rui Zong, imperatore cinese († 716)

## X secolo(1)
- 916 - Sayf al-Dawla, condottiero arabo († 967)

## XIV secolo(2)
- 1332 - Bonaventura Badoer da Peraga, teologo e cardinale italiano († 1389)
- 1370 - Giovanni di Görlitz, nobile ceco († 1396)

## XV secolo(3)
- 1427 - Lucrezia Tornabuoni, poetessa italiana († 1482)
- 1450 - Eleonora d'Aragona, principessa italiana († 1493)
- 1477 - Thomas Grey, II marchese di Dorset, nobile inglese († 1530)

## XVI secolo(4)
- 1502 - Girolamo Recanati Capodiferro, cardinale e vescovo cattolico italiano († 1559)
- 1533 - Camillo da Correggio, nobile e militare italiano († 1605)
- 1583 - Gioacchino Ernesto di Brandeburgo-Ansbach, nobile († 1625)
- 1597 - Marius Ambrosius Capello, vescovo cattolico fiammingo († 1676)

## XVII secolo(14)
- 1606 - Andrea Bolgi, scultore italiano († 1656)
- 1611 - Pablo Bruna, compositore e organista spagnolo († 1679)
- 1631 - Francis Rombouts, politico belga († 1691)
- 1637 - Cristiano II del Palatinato-Zweibrücken-Birkenfeld, duca tedesco († 1717)
- 1646 - Maria Francesca di Savoia-Nemours, principessa († 1683)
- 1652 - Georg Marcell Haack, pittore tedesco († 1719)
- 1653 - André-Hercule de Fleury, cardinale, vescovo cattolico e politico francese († 1743)
- 1654 - Federico Pappacoda, presbitero, letterato e poeta italiano († 1719)
- 1658 - Luigi VII d'Assia-Darmstadt († 1678)
- 1662 - Filippo Guglielmo Pallavicino delle Frabose, politico e militare italiano († 1732)
- 1664 - Giovanni Ernesto III di Sassonia-Weimar, duca tedesco († 1707)
- 1674 - Jean-Philippe-Eugène de Mérode-Westerloo, nobile e militare belga († 1732)
- 1684 - Francesco Manfredini, violinista e compositore italiano († 1762)
- 1700 - Christophe Huet, pittore e decoratore francese († 1759)

## XVIII secolo(39)
- 1701 - Emetullah Sultan, principessa ottomana († 1727)
- 1704 - John Taylor, letterato e filologo classico inglese († 1766)
- 1714 - Giovanni Francesco Pagnini, economista e storico italiano († 1789)
- 1722 - Maria Anna del Palatinato-Sulzbach, nobile tedesca († 1790)
- 1726 - Maria Luisa Gonzaga, nobildonna spagnola († 1773)
- 1726 - Francisco da Assunção e Brito, arcivescovo cattolico portoghese († 1808)
- 1734 - Nicola Pacifico, prete italiano († 1799)
- 1735 - John Millar, economista, filosofo e storico scozzese († 1801)
- 1738 - Jacques Delille, poeta e traduttore francese († 1813)
- 1740 - Georg Ludwig von Edelsheim, politico e diplomatico tedesco († 1814)
- 1741 - Luigi Tomasini, violinista e compositore italiano († 1808)
- 1743 - Giovanni Rinuccini, cardinale italiano († 1801)
- 1744 - Johann Christian Polycarp Erxleben, biologo tedesco († 1777)
- 1750 - Charles François de Bonnay, ufficiale, diplomatico e politico francese († 1825)
- 1756 - Samuel Auchmuty, generale britannico († 1822)
- 1757 - George Vancouver, esploratore britannico († 1798)
- 1760 - Joseph Ludwig Colmar, vescovo cattolico tedesco († 1818)
- 1762 - Vito Buonsanto, letterato e filosofo italiano († 1850)
- 1763 - Étienne Nicolas Méhul, compositore francese († 1817)
- 1764 - François-Étienne Damas, generale francese († 1828)
- 1767 - Wilhelm von Humboldt, linguista, diplomatico e filosofo tedesco († 1835)
- 1768 - Antoine Guillaume Delmas, generale francese († 1813)
- 1769 - Timotheus Winczian, militare austriaco († 1829)
- 1774 - Daniel D. Tompkins, politico statunitense († 1825)
- 1775 - Johannes Flüggé, botanico tedesco († 1816)
- 1775 - Camillo Ranzani, naturalista italiano († 1841)
- 1777 - Ondřej Alois Ankwicz, arcivescovo cattolico polacco († 1838)
- 1777 - William Brown, ammiraglio irlandese († 1857)
- 1778 - George Percy, V duca di Northumberland, politico britannico († 1867)
- 1781 - Giovanni Giuseppe Canali, patriarca cattolico e arcivescovo cattolico italiano († 1851)
- 1788 - Seymour Kirkup, pittore e storico dell'arte britannico († 1880)
- 1792 - Domenico della Madre di Dio, religioso italiano († 1849)
- 1792 - James Beaumont Neilson, inventore scozzese († 1865)
- 1793 - Tokugawa Ieyoshi, militare giapponese († 1853)
- 1794 - James Robinson, fantino britannico († 1873)
- 1797 - Ardingo Trotti, generale italiano († 1877)
- 1800 - Louis-Raphaël Bischoffsheim, banchiere tedesco († 1873)
- 1800 - Vincenzo Navarro, poeta italiano († 1867)
- 1800 - Tommaso Pendola, prete e educatore italiano († 1883)

## XIX secolo(143)
- 1802 - Émile de Girardin, giornalista, editore e commediografo francese († 1881)
- 1803 - Michele Amari, politico e patriota italiano († 1877)
- 1804 - Gaetano Corticelli, pedagogo, pianista e compositore italiano († 1840)
- 1804 - Gregor Leonhard Andreas von Scherr, arcivescovo cattolico tedesco († 1877)
- 1805 - Ida Hahn-Hahn, scrittrice tedesca († 1880)
- 1805 - Giuseppe Mazzini, patriota, politico e filosofo italiano († 1872)
- 1805 - Carl Oesterley, pittore e storico dell'arte tedesco († 1891)
- 1805 - Jacopo Ruffini, patriota italiano († 1833)
- 1807 - Cecilia di Svezia, nobile († 1844)
- 1810 - Ludwig Türck, neurologo austriaco († 1868)
- 1813 - Angelo Confalonieri, missionario italiano († 1848)
- 1815 - Girolamo Cantelli, patriota e politico italiano († 1884)
- 1816 - Giuseppe Mantellini, avvocato e politico italiano († 1885)
- 1819 - George Hinckley, militare britannico († 1904)
- 1819 - Hugh Algernon Weddell, botanico e medico britannico († 1877)
- 1819 - August Wöhler, ingegnere tedesco († 1914)
- 1821 - Theodor Möbius, filologo tedesco († 1890)
- 1824 - Francesco Zanin, pittore italiano († 1884)
- 1826 - Carlo Negrini, tenore italiano († 1866)
- 1826 - Nicola d'Orgemont, abate belga († 1896)
- 1828 - Salvatore Gangitano, politico italiano († 1892)
- 1829 - Francesco Vitelleschi Nobili, politico italiano († 1906)
- 1830 - Teodor Leszetycki, pianista e compositore polacco († 1915)
- 1831 - Pauline de Witt, storica francese († 1874)
- 1834 - William Chester Minor, medico e letterato statunitense († 1920)
- 1836 - Gaston Crémieux, avvocato e attivista francese († 1871)
- 1837 - Paul Bachmann, matematico tedesco († 1920)
- 1837 - Paul Morphy, scacchista statunitense († 1884)
- 1837 - William Wirt Winchester, imprenditore statunitense († 1881)
- 1837 - Ernst Ziller, architetto tedesco († 1923)
- 1838 - George Marx, entomologo e aracnologo statunitense († 1895)
- 1841 - Auguste Vermorel, politico, giornalista e scrittore francese († 1871)
- 1842 - João Barbosa Rodrigues, ingegnere, naturalista e botanico brasiliano († 1909)
- 1842 - Ernest Hamy, medico, antropologo e etnologo francese († 1908)
- 1844 - Emilio Boni, scultore e pittore italiano († 1867)
- 1845 - Richard Seddon, politico neozelandese († 1906)
- 1848 - Paolo Funaioli, psichiatra italiano († 1911)
- 1850 - Eraclio Gerbella, cornista e direttore d'orchestra italiano († 1929)
- 1850 - Ignaz Goldziher, linguista e filologo ungherese († 1921)
- 1850 - Fanny Hesse, biologa tedesca († 1934)
- 1852 - Albert Carré, librettista e attore francese († 1938)
- 1852 - Johann Jakob Früh, geografo svizzero († 1938)
- 1856 - H. Rider Haggard, scrittore e funzionario britannico († 1925)
- 1858 - Charles Cazalet, filantropo, dirigente sportivo e politico francese († 1933)
- 1859 - Ersilia Bronzini, attivista italiana († 1933)
- 1859 - Van Dyke Brooke, regista cinematografico, attore e sceneggiatore statunitense († 1921)
- 1860 - Mario Pieri, matematico italiano († 1913)
- 1861 - Félix Fénéon, giornalista francese († 1944)
- 1861 - Maximilian von Spee, ammiraglio tedesco († 1914)
- 1862 - Lule Warrenton, attrice e regista statunitense († 1932)
- 1863 - Gottlieb von Jagow, politico tedesco († 1935)
- 1863 - John Martin-Harvey, attore, direttore teatrale e produttore teatrale inglese († 1944)
- 1863 - Beniamino Vergani, scacchista italiano († 1927)
- 1864 - Hans Jørgen Darre-Jenssen, ingegnere e politico norvegese († 1950)
- 1864 - Hermann Minkowski, matematico tedesco († 1909)
- 1864 - Tanaka Giichi, militare e politico giapponese († 1929)
- 1865 - Friedrich Sarre, archeologo, orientalista e storico dell'arte tedesco († 1945)
- 1869 - Hendrikus Colijn, politico olandese († 1944)
- 1869 - Edgar Lewis, regista, attore e sceneggiatore statunitense († 1938)
- 1869 - William McGregor Paxton, pittore statunitense († 1941)
- 1870 - Adelaide di Lippe-Biesterfeld, nobile tedesca († 1948)
- 1871 - Arthur Wynne, enigmista britannico († 1945)
- 1872 - Michele Cagnetta, magistrato e politico italiano († 1940)
- 1872 - Charles Murray, attore e regista statunitense († 1941)
- 1873 - Teofilius Matulionis, arcivescovo cattolico lituano († 1962)
- 1873 - Filippo Silvestri, entomologo italiano († 1949)
- 1874 - Viggo Jensen, sollevatore, tiratore a segno e pesista danese († 1930)
- 1874 - Walter Friedrich Otto, latinista e filologo classico tedesco († 1958)
- 1875 - Johannes Baader, architetto, scrittore e artista tedesco († 1955)
- 1875 - Nerses Diratzouyan, botanico e monaco cristiano armeno
- 1876 - Ferdinando Stagno Monroy d'Alcontres, politico italiano († 1953)
- 1876 - Madeleine Vionnet, stilista francese († 1975)
- 1878 - Brandolino Brandolini d'Adda, politico e militare italiano († 1916)
- 1878 - John Burton Cleland, patologo e naturalista australiano († 1971)
- 1878 - Adrienne D'Ambricourt, attrice francese († 1957)
- 1878 - Vincenzo Giuffrida, politico italiano († 1940)
- 1879 - Porter Emerson Browne, commediografo statunitense († 1934)
- 1879 - Eugenie Forde, attrice statunitense († 1940)
- 1879 - Guido Seeber, direttore della fotografia e regista tedesco († 1940)
- 1880 - Johannes Drost, nuotatore olandese († 1954)
- 1880 - Vladas Mironas, presbitero e politico lituano († 1953)
- 1880 - Vincenzo Neri, neurologo italiano († 1960)
- 1880 - Diego Ventaja Milán, vescovo cattolico spagnolo († 1936)
- 1881 - Robert Hertz, antropologo francese († 1915)
- 1882 - Nescio, scrittore olandese († 1961)
- 1882 - Italo Amerigo Passani, scultore italiano
- 1883 - Gustavo Del Vecchio, economista e politico italiano († 1972)
- 1884 - Giovanni Martinolich, scacchista italiano († 1910)
- 1884 - James Rector, velocista statunitense († 1949)
- 1885 - James Maxton, politico britannico († 1946)
- 1885 - Guido Russo Perez, politico italiano († 1971)
- 1885 - Camille Valentin Stappers, missionario e vescovo cattolico belga († 1964)
- 1885 - Milan Vidmar, scacchista e ingegnere jugoslavo († 1962)
- 1886 - Philip Khuri Hitti, orientalista libanese († 1978)
- 1886 - Ol'ga Vladimirovna Rozanova, artista e pittrice russa († 1918)
- 1886 - Marģers Skujenieks, politico lettone († 1941)
- 1887 - Santiago Amat, velista spagnolo († 1982)
- 1887 - Julian Huxley, biologo, genetista e scrittore britannico († 1975)
- 1888 - Lyman Hine, bobbista statunitense († 1930)
- 1888 - Lo La Chapelle, calciatore olandese († 1966)
- 1888 - Eduard Reut-Nicolussi, giurista e politico austriaco († 1958)
- 1888 - Alan Seeger, poeta e militare statunitense († 1916)
- 1889 - Umberto di Savoia-Aosta, militare e nobile italiano († 1918)
- 1889 - Ossian Skiöld, martellista svedese († 1961)
- 1889 - Alfredo Viviani, calciatore, dirigente sportivo e scrittore italiano († 1937)
- 1892 - Valerio Arri, maratoneta italiano († 1970)
- 1892 - Ludwig Bäte, scrittore, poeta e traduttore tedesco († 1977)
- 1892 - Robert Ritter von Greim, generale e aviatore tedesco († 1945)
- 1892 - Giuseppe Piegari, politico italiano († 1975)
- 1892 - Emil Telmányi, violinista, insegnante e direttore d'orchestra ungherese († 1988)
- 1893 - Osvald Chlubna, compositore ceco († 1971)
- 1893 - Artur Görlitzer, politico tedesco († 1945)
- 1893 - Matthias Kleinheisterkamp, generale tedesco († 1945)
- 1893 - Friedrich Köchling, generale tedesco († 1970)
- 1893 - André Pézard, italianista e traduttore francese († 1984)
- 1894 - Nino Bellini, attore italiano († 1964)
- 1894 - Manuel Gallego, militare spagnolo († 1965)
- 1896 - Alice Diamond, criminale britannica († 1952)
- 1896 - Leonard Warren Murray, ammiraglio canadese († 1971)
- 1897 - Edmund A. Chester, direttore artistico e giornalista statunitense († 1973)
- 1897 - Norbert Elias, sociologo tedesco († 1990)
- 1897 - Vincent Korda, scenografo ungherese († 1979)
- 1897 - Bülbül, tenore e musicologo sovietico († 1961)
- 1897 - Mario Montagnana, politico, sindacalista e giornalista italiano († 1960)
- 1897 - Giovanni Moscardini, calciatore scozzese († 1985)
- 1897 - Albert Renger-Patzsch, fotografo tedesco († 1966)
- 1898 - Arthur Herbert Copeland, matematico statunitense († 1970)
- 1898 - Luigi Monza, presbitero italiano († 1954)
- 1898 - Giacomo Prampolini, traduttore, saggista e poeta italiano († 1975)
- 1898 - Erich Maria Remarque, scrittore tedesco († 1970)
- 1898 - Augusta Luzzato Dina, poetessa, scultrice e filantropa italiana († 1989)
- 1899 - Dorothy Devore, attrice e comica statunitense († 1976)
- 1899 - Richard Drew, giornalista e inventore statunitense († 1980)
- 1899 - Michał Kalecki, economista polacco († 1970)
- 1899 - Max Niederbacher, calciatore tedesco († 1979)
- 1899 - Renato Rossini, calciatore italiano
- 1899 - Haddon Sundblom, illustratore e pittore statunitense († 1976)
- 1900 - Oskar Fischinger, animatore e pittore tedesco († 1967)
- 1900 - Catherine Hessling, attrice francese († 1979)
- 1900 - Claude-André Puget, drammaturgo e sceneggiatore francese († 1975)
- 1900 - Eduard Stibor, nuotatore e pallanuotista cecoslovacco
- 1900 - Jennie Tourel, mezzosoprano statunitense († 1973)
- 1900 - Russell Vis, lottatore statunitense († 1990)

## XX secolo(884)
- 1901 - Lionel Banks, scenografo statunitense († 1950)
- 1901 - Vladimir Georgievič Geptner, zoologo sovietico († 1975)
- 1901 - Oliver Horn, pallanuotista statunitense († 1960)
- 1901 - Elias Katz, mezzofondista e siepista finlandese († 1947)
- 1901 - Massimo Oberti, velista italiano († 1972)
- 1901 - Rudolf Wittkower, storico dell'architettura, storico dell'arte e saggista tedesco († 1971)
- 1901 - Şehzade Ahmed Nureddin, principe ottomano († 1944)
- 1902 - David Burns, attore e cantante statunitense († 1971)
- 1902 - Santino Caramella, filosofo e storico della filosofia italiano († 1972)
- 1902 - Marguerite De La Motte, attrice statunitense († 1950)
- 1902 - Henri Deglane, lottatore francese († 1975)
- 1902 - Nicolino Latella, calciatore italiano († 1942)
- 1903 - George Brown, calciatore e allenatore di calcio inglese († 1948)
- 1903 - John Dillinger, criminale statunitense († 1934)
- 1903 - Harry Julius Emeléus, chimico britannico († 1993)
- 1903 - Jirō Horikoshi, ingegnere aeronautico giapponese († 1982)
- 1903 - Carl Hubbell, giocatore di baseball statunitense († 1988)
- 1903 - Carmelo Marchese Ragona, funzionario e dirigente sportivo italiano († 1970)
- 1903 - Ben Pollack, batterista e direttore d'orchestra statunitense († 1971)
- 1903 - Shūgorō Yamamoto, scrittore giapponese († 1967)
- 1904 - Betty May, attrice statunitense († 1949)
- 1904 - Vincenzo Saverio Veneziano, pastore protestante e teologo italiano († 2000)
- 1904 - Andrea Viviano, calciatore italiano († 1962)
- 1904 - Margarete Wallmann, danzatrice, coreografa e regista teatrale austriaca († 1992)
- 1905 - Bartolomeo Cannizzo, politico italiano († 1967)
- 1905 - Alessandro Grassini, calciatore italiano
- 1905 - Aurelia Gruber Benco, politica e giornalista italiana († 1995)
- 1905 - Ivo Pedretti, calciatore italiano († 1988)
- 1906 - Juan Errazquin, calciatore argentino († 1931)
- 1906 - William Kneale, logico e filosofo britannico († 1990)
- 1906 - Albert Lieven, attore tedesco († 1971)
- 1906 - Anne Morrow Lindbergh, scrittrice e aviatrice statunitense († 2001)
- 1906 - Heinrich Seetzen, giurista e militare tedesco († 1945)
- 1906 - Billy Wilder, regista, sceneggiatore e produttore cinematografico austriaco († 2002)
- 1907 - Anton Schall, calciatore e allenatore di calcio austriaco († 1947)
- 1907 - Elio Talarico, medico, scrittore e drammaturgo italiano († 1977)
- 1908 - Pablo Dorado, calciatore uruguaiano († 1978)
- 1908 - Cyrus Gordon, archeologo statunitense († 2001)
- 1908 - Hans Hartmann, alpinista e fisiologo tedesco († 1937)
- 1909 - Beatrice di Borbone-Spagna, nobile spagnola († 2002)
- 1909 - Katherine Dunham, ballerina, coreografa e antropologa statunitense († 2006)
- 1909 - Heinrich Graf von Lehndorff-Steinort, militare tedesco († 1944)
- 1909 - Armando Grottini, regista italiano († 2001)
- 1909 - Giuseppe Lazzati, storico e politico italiano († 1986)
- 1909 - Richard Oehm, calciatore tedesco († 1975)
- 1909 - Mike Todd, produttore cinematografico e produttore teatrale statunitense († 1958)
- 1909 - Antonio Vizzotto, aviatore italiano († 1956)
- 1909 - Marcel Vuilleumier, cestista svizzero
- 1910 - Luigi Amato, imprenditore e politico italiano († 1977)
- 1910 - Axel von Ambesser, attore e regista tedesco († 1988)
- 1910 - John Hunt, esploratore e ufficiale britannico († 1998)
- 1910 - Luigi Lessi, allenatore di calcio e calciatore italiano († 1987)
- 1910 - Peter Pears, tenore inglese († 1986)
- 1910 - Herbert Quandt, imprenditore tedesco († 1982)
- 1910 - Matiás Stinnes, slittinista argentino († 1975)
- 1910 - Konrad Zuse, informatico e ingegnere tedesco († 1995)
- 1911 - Rudi Ball, hockeista su ghiaccio tedesco († 1975)
- 1911 - Marie Braun, nuotatrice olandese († 1982)
- 1911 - Cecilia di Grecia, principessa greca († 1937)
- 1911 - Mirko Gruden, allenatore di calcio e calciatore italiano († 1967)
- 1911 - Luigi Poggi, calciatore italiano († 1944)
- 1912 - Raymonde Allain, modella e attrice francese († 2008)
- 1912 - Jean-Pierre Hoscheid, calciatore e allenatore di calcio lussemburghese († 1988)
- 1912 - Carolina Matilde di Sassonia-Coburgo-Gotha, principessa tedesca († 1983)
- 1912 - Viktor Zoller, ufficiale tedesco († 1947)
- 1913 - Alvaro Alsogaray, politico e imprenditore argentino († 2005)
- 1913 - Carlo Canella, militare e aviatore italiano († 1986)
- 1913 - Corrado Cavazza, calciatore italiano († 2001)
- 1913 - Cosimo Puttilli, marciatore italiano († 1994)
- 1913 - Herman Salmon, aviatore statunitense († 1980)
- 1913 - Sándor Weöres, traduttore e scrittore ungherese († 1989)
- 1913 - Ludovico di Baviera, nobile tedesco († 2008)
- 1914 - Alexandre Cirici i Pellicer, scrittore spagnolo († 1983)
- 1914 - Mike Feldman, politico statunitense († 2007)
- 1914 - Kurt Neumüller, pianista e pedagogo austriaco († 1982)
- 1914 - Paolino Piola, calciatore italiano († 1970)
- 1914 - Haviva Reik, militare britannica († 1944)
- 1914 - Bert Sproston, calciatore inglese († 2000)
- 1915 - Carlo Cattaneo, calciatore italiano
- 1915 - Anthony Elenjimittam, filosofo, teologo e scrittore indiano († 2011)
- 1915 - Luigi Pavanati, scultore italiano († 1977)
- 1915 - Cornelius Warmerdam, astista, allenatore di atletica leggera e allenatore di pallacanestro statunitense († 2001)
- 1915 - Jacques Yonnet, scrittore e poeta francese († 1974)
- 1916 - John Craven, attore statunitense († 1995)
- 1916 - Richard Eastham, attore statunitense († 2005)
- 1916 - Emil Fackenheim, teologo, filosofo e educatore tedesco († 2003)
- 1916 - Pericle Luigi Giovannetti, fumettista e pittore svizzero († 2001)
- 1916 - Aldo Pescatori, militare italiano
- 1917 - Alberto Belén, calciatore argentino
- 1917 - George Fonder, pilota automobilistico statunitense († 1958)
- 1917 - Davey O'Brien, giocatore di football americano statunitense († 1977)
- 1918 - Cicely Saunders, infermiera, medica e filosofa britannica († 2005)
- 1919 - Gower Champion, ballerino, coreografo e attore statunitense († 1980)
- 1919 - Luciana Farri, cestista italiana
- 1919 - Giorgio Issel, partigiano italiano († 1943)
- 1919 - Rościsław Iwanow-Ruszkiewicz, cestista, pallavolista e pallamanista polacco († 1990)
- 1919 - Clifton McNeely, cestista e allenatore di pallacanestro statunitense († 2003)
- 1919 - Henri Tajfel, psicologo britannico († 1982)
- 1920 - Mario Caccia, calciatore italiano
- 1920 - Paul Frees, attore e doppiatore statunitense († 1986)
- 1920 - Milo Komenich, cestista statunitense († 1977)
- 1920 - Luigi Malabrocca, ciclista su strada e ciclocrossista italiano († 2006)
- 1920 - Osmund Menghin, storico austriaco († 1989)
- 1920 - Luciano Negrini, canottiere italiano († 2012)
- 1920 - Jovito Salonga, politico, attivista e avvocato filippino († 2016)
- 1920 - Hillary Waugh, scrittore statunitense († 2008)
- 1921 - Radovan Ivšić, poeta, commediografo e traduttore croato († 2009)
- 1921 - Vladimir Kostin, arbitro di pallacanestro sovietico († 1994)
- 1921 - Pierre-André Liégé, religioso e teologo francese († 1979)
- 1921 - Joseph Papp, produttore teatrale e regista statunitense († 1991)
- 1921 - Ludwig Karl Ratschiller, antifascista italiano († 2004)
- 1921 - Barbara Vucanovich, politica statunitense († 2013)
- 1921 - Antonio Zangrandi, generale e aviatore italiano († 1993)
- 1922 - Raffaello de Banfield, compositore italiano († 2008)
- 1922 - Rosario Bentivegna, partigiano italiano († 2012)
- 1922 - Bill Blass, stilista statunitense († 2002)
- 1922 - Osvaldo Fattori, allenatore di calcio e calciatore italiano († 2017)
- 1922 - Bob Gantt, cestista statunitense († 1994)
- 1922 - Ahmed Reda Guedira, politico marocchino († 1995)
- 1922 - Jack Keller, cestista statunitense († 2012)
- 1922 - Pablo Sándiford, cestista ecuadoriano († 1992)
- 1923 - José Giovanni, scrittore, sceneggiatore e regista francese († 2004)
- 1923 - Jack Gregory, velocista britannico († 2003)
- 1923 - Rosario La Duca, storico dell'arte italiano († 2008)
- 1923 - Attilio Mordini, scrittore e teologo italiano († 1966)
- 1923 - John Oldham, cestista, allenatore di pallacanestro e dirigente sportivo statunitense († 2020)
- 1923 - Nikos Skylakakīs, cestista greco († 2023)
- 1923 - Alessandro Von Mayer, allenatore di calcio e calciatore italiano († 2005)
- 1924 - Dorothy Bohm, fotografa britannica († 2023)
- 1924 - István Szobel, calciatore e allenatore di calcio ungherese
- 1924 - Géza Vermes, storico delle religioni ungherese († 2013)
- 1925 - Peter Seeberg, scrittore danese († 1999)
- 1926 - George Englund, regista, sceneggiatore e produttore televisivo statunitense († 2017)
- 1926 - Daniele Hechich, presbitero italiano († 2009)
- 1926 - Tadeusz Konwicki, scrittore e regista polacco († 2015)
- 1926 - Doreen Mantle, attrice sudafricana († 2023)
- 1926 - Arthur H. Rosenfeld, fisico statunitense († 2017)
- 1926 - Gianni Vagliani, attore e doppiatore italiano († 2000)
- 1926 - Jean Varenne, orientalista, storico delle religioni e indologo francese († 1997)
- 1926 - Ruth Zechlin, compositrice, clavicembalista e organista tedesca († 2007)
- 1927 - Alice Vollenweider, scrittrice e traduttrice svizzera († 2011)
- 1928 - Ian Bannen, attore britannico († 1999)
- 1928 - Joan Canals, cestista spagnolo († 2018)
- 1928 - Dwight Hooker, fotografo e architetto statunitense († 2015)
- 1928 - Kang Joon-ho, pugile sudcoreano († 1990)
- 1928 - Alison e Peter Smithson, architetto inglese († 1993)
- 1928 - Mariano Tolentino, cestista filippino († 1998)
- 1928 - Ralph Waite, attore statunitense († 2014)
- 1929 - Goodloe Byron, politico, militare e avvocato statunitense († 1978)
- 1930 - Jurij Petrovič Artjuchin, cosmonauta sovietico († 1998)
- 1930 - Walter Bonatti, alpinista, esploratore e giornalista italiano († 2011)
- 1930 - Vittorio Citterich, giornalista e scrittore italiano († 2011)
- 1930 - René Dereuddre, calciatore e allenatore di calcio francese († 2008)
- 1930 - Roy Drusky, cantante e attore statunitense († 2004)
- 1930 - Norm Grekin, cestista statunitense († 1981)
- 1930 - Sa'dun Hammadi, politico iracheno († 2007)
- 1930 - Gilles Jacob, critico cinematografico, regista e produttore cinematografico francese
- 1930 - Pierre Restany, critico d'arte francese († 2003)
- 1930 - Paolo Spagnolo, pianista italiano († 2012)
- 1930 - Franco Viviani, calciatore e allenatore di calcio italiano († 2007)
- 1930 - Erasmo Zamperlini, calciatore italiano
- 1931 - Ėduard Nikandrovič Bočarov, regista sovietico († 1989)
- 1931 - Ian Browne, pistard australiano († 2023)
- 1931 - Vera Marzot, costumista italiana († 2012)
- 1931 - Teruyuki Okazaki, karateka, maestro di karate e dirigente sportivo giapponese († 2020)
- 1932 - Salvador Farfán, calciatore messicano († 2023)
- 1932 - Amrish Puri, attore indiano († 2005)
- 1932 - Prunella Scales, attrice britannica
- 1932 - Soraya Esfandiary Bakhtiari, regina e socialite iraniana († 2001)
- 1932 - Giancarlo Tognoni, incisore, pittore e scultore italiano († 2020)
- 1933 - Evaristo de Macedo, ex calciatore e allenatore di calcio brasiliano
- 1933 - Dianne Feinstein, politica statunitense († 2023)
- 1933 - Guido Gerosa, scrittore, giornalista e politico italiano († 1999)
- 1933 - André Grobéty, calciatore svizzero († 2013)
- 1933 - Jacques Martin, conduttore radiofonico, conduttore televisivo e attore francese († 2007)
- 1933 - Roly Mills, allenatore di calcio e calciatore inglese († 2010)
- 1933 - Libor Pešek, direttore d'orchestra ceco († 2022)
- 1933 - Adriano Zamboni, ciclista su strada italiano († 2005)
- 1934 - James Bjorken, fisico statunitense († 2024)
- 1934 - Ricardo Pegnotti, calciatore argentino († 2015)
- 1934 - Francesco Tommasiello, vescovo cattolico italiano († 2005)
- 1935 - Aldo Danieli, ex calciatore italiano
- 1935 - Ivan Firotto, calciatore italiano († 2008)
- 1935 - Bruno Fornasaro, allenatore di calcio e calciatore italiano († 2010)
- 1935 - Sergio Valdés, calciatore cileno († 2019)
- 1936 - Kris Kristofferson, cantautore, musicista e attore statunitense († 2024)
- 1936 - Fernando Olivella, calciatore spagnolo († 2023)
- 1936 - Hermeto Pascoal, compositore e polistrumentista brasiliano
- 1936 - Lamberto Pietropoli, compositore e direttore di coro italiano († 1994)
- 1936 - Valerij Žitnyj, ex schermidore sovietico
- 1937 - Chris Blackwell, produttore discografico britannico
- 1937 - Jacques Houssat, pilota di rally francese († 1997)
- 1937 - Vratislav Mazák, biologo ceco († 1987)
- 1937 - Pino Pavone, cantautore italiano
- 1938 - Virginio De Paoli, calciatore italiano († 2009)
- 1938 - Hanno-Walter Kruft, storico dell'arte tedesco († 1993)
- 1938 - Bob Waters, giocatore di football americano statunitense († 1989)
- 1939 - Carlo Cabigiosu, ex militare italiano
- 1939 - Luis Eyzaguirre, ex calciatore cileno
- 1939 - Robert Kramer, regista, sceneggiatore e attore statunitense († 1999)
- 1939 - Paul Lannoye, politico belga († 2021)
- 1939 - Ada Yonath, chimica e cristallografa israeliana
- 1940 - Vjačeslav Ambarcumjan, calciatore sovietico († 2008)
- 1940 - Egon Henninger, ex nuotatore tedesco orientale
- 1940 - Abbas Kiarostami, regista, sceneggiatore e montatore iraniano († 2016)
- 1940 - Artur Olech, pugile polacco († 2010)
- 1940 - Daniel Quillen, matematico statunitense († 2011)
- 1940 - Hannu Taipale, ex fondista finlandese
- 1941 - Filippo Alotta, cantante italiano († 2003)
- 1941 - Franco Berdini, pittore e scultore italiano († 2011)
- 1941 - Ed Bradley, giornalista statunitense († 2006)
- 1941 - Silvana Grisotto, cestista italiana († 2012)
- 1941 - Michael Lerner, attore statunitense († 2023)
- 1941 - Umberto Lupi, cantante italiano
- 1941 - Salvador Pié-Ninot, teologo spagnolo
- 1941 - Rashid Ghannushi, politico tunisino
- 1942 - Claudio Costa, artista italiano († 1995)
- 1942 - Murphy Dunne, musicista, attore e doppiatore statunitense
- 1942 - Joop Jochems, allenatore di calcio e ex calciatore olandese
- 1942 - Laila Freivalds, politica svedese
- 1942 - Tommaso Mancia, politico italiano († 2007)
- 1943 - Cecilia Danieli, imprenditrice italiana († 1999)
- 1943 - Eumir Deodato, pianista, compositore e produttore discografico brasiliano
- 1943 - John Michael Kosterlitz, fisico britannico
- 1943 - Simo Lampinen, pilota di rally finlandese
- 1943 - Marita Lange, ex pesista tedesca
- 1943 - Georg Loos, pilota automobilistico tedesco († 2016)
- 1943 - Gordon Matta-Clark, artista e architetto statunitense († 1978)
- 1943 - Klaus Maria Brandauer, attore austriaco
- 1943 - Lachlan Stewart, mezzofondista britannico († 2025)
- 1943 - Michał Urbaniak, compositore polacco
- 1944 - Peter Asher, cantante, chitarrista e produttore discografico britannico
- 1944 - Malcolm Cannon, ex danzatore su ghiaccio britannico
- 1944 - Helmut Dietl, regista tedesco († 2015)
- 1944 - Pierre Goldman, anarchico francese († 1979)
- 1944 - Ercole Gualazzini, ex ciclista su strada italiano
- 1944 - Sandra Bem, psicologa statunitense († 2014)
- 1944 - Gérard Mourou, fisico francese
- 1944 - Sandy Shellworth, sciatrice alpina e allenatrice di sci alpino statunitense († 2019)
- 1944 - Annarita Spinaci, cantante italiana
- 1945 - Giorgio Bernardis, ex calciatore italiano
- 1945 - Paul Besson, ex cestista e allenatore di pallacanestro francese
- 1945 - Miko, cantautore italiano
- 1945 - Rainer Brüderle, politico tedesco
- 1945 - Ermanno Cristin, calciatore italiano († 2019)
- 1945 - Pere Gimferrer, poeta, scrittore e critico letterario spagnolo
- 1945 - Marco Magnani, storico dell'arte e critico d'arte italiano († 2003)
- 1945 - Sergio Nuti, montatore e regista italiano († 2012)
- 1945 - Erica Prugger, ex slittinista italiana
- 1945 - Giovanni Antonino Puglisi, storico della filosofia e banchiere italiano
- 1945 - Gerald Richard Barnes, vescovo cattolico statunitense
- 1946 - Filippo Callipo, imprenditore e politico italiano
- 1946 - Fabio Enzo, calciatore italiano († 2021)
- 1946 - Kay Redfield Jamison, psicologa e saggista statunitense
- 1946 - Barbara Marchand, conduttrice radiofonica e conduttrice televisiva francese
- 1946 - Helle Nielsen, attrice danese († 2025)
- 1946 - Lykke Nielsen, attrice e sceneggiatrice danese († 2006)
- 1946 - Eliades Ochoa, cantante, chitarrista e compositore cubano
- 1946 - Józef Oleksy, politico polacco († 2015)
- 1946 - Paolo Ongaro, fumettista italiano
- 1946 - René Pas, ex calciatore olandese
- 1946 - Cesare Piacentino, politico e docente italiano
- 1946 - Roberto Prini, ex calciatore italiano
- 1946 - Andrew Rubin, attore statunitense († 2015)
- 1947 - Sherif Abou el-Kheir, cestista egiziano († 2021)
- 1947 - Octavia E. Butler, scrittrice statunitense († 2006)
- 1947 - Bobby Douglass, ex giocatore di football americano statunitense
- 1947 - David Lander, attore e doppiatore statunitense († 2020)
- 1947 - Bruno Latour, sociologo e antropologo francese († 2022)
- 1947 - Pete Maravich, cestista statunitense († 1988)
- 1947 - Jerry Rawlings, militare e politico ghanese († 2020)
- 1947 - Gökmen Özdenak, ex calciatore turco
- 1948 - Zsuzsa Cserháti, cantante ungherese († 2003)
- 1948 - Steve Eastin, attore statunitense
- 1948 - Sally Fallon Morell, attivista, saggista e docente statunitense
- 1948 - Miguel Ángel Laino, ex calciatore argentino
- 1948 - Todd Rundgren, cantante, polistrumentista e produttore discografico statunitense
- 1948 - Takashi Sasano, attore giapponese
- 1948 - Franciszek Smuda, allenatore di calcio e calciatore polacco († 2024)
- 1948 - Luigi Soldati, attore, regista e produttore cinematografico italiano († 1996)
- 1949 - Pierre Amoyal, violinista francese
- 1949 - Fabrizio Berni, ex calciatore italiano
- 1949 - Dalto, cantante, musicista e chitarrista brasiliano
- 1949 - Luigi Garlaschelli, chimico, divulgatore scientifico e saggista italiano
- 1949 - Larry Junstrom, bassista statunitense († 2019)
- 1949 - Francesco Magni, cantautore italiano († 2021)
- 1949 - Paolo Nerozzi, sindacalista e politico italiano
- 1949 - Carlo Petrini, gastronomo, sociologo e scrittore italiano
- 1949 - Anna Maria Rao, storica italiana
- 1949 - Mohsen Saleh, allenatore di calcio egiziano
- 1949 - Meryl Streep, attrice e cantante statunitense
- 1949 - Luís Filipe Vieira, imprenditore portoghese
- 1949 - Lindsay Wagner, attrice, scrittrice e ex modella statunitense
- 1949 - Mike Wagner, ex giocatore di football americano statunitense
- 1949 - Elizabeth Warren, giurista e politica statunitense
- 1950 - Jean-Marie Bockel, politico francese
- 1950 - Joe Galullo, chitarrista italiano
- 1950 - Benedict Gross, matematico statunitense
- 1950 - Klaus Kopp, ex bobbista tedesco
- 1950 - Adrian Năstase, politico e giurista rumeno
- 1950 - Tyler Palmer, ex sciatore alpino statunitense
- 1950 - Elena Ščapova, modella e scrittrice russa
- 1950 - Alicja Żbikowska, ex cestista polacca
- 1951 - Alì Farzat, attivista e disegnatore siriano
- 1951 - Lucio Fasolato, dirigente sportivo, allenatore di calcio e ex calciatore italiano
- 1951 - Craig Gruber, bassista statunitense († 2015)
- 1951 - Gerald Levinson, compositore statunitense
- 1951 - Lucio Montanaro, attore e comico italiano
- 1951 - Rosario Murillo, politica, attivista e scrittrice nicaraguense
- 1951 - Patrick Revelli, ex calciatore francese
- 1951 - Dori Seda, fumettista statunitense († 1988)
- 1951 - Lanfranco Vaccari, giornalista italiano
- 1952 - Roger Bootle, economista britannico
- 1952 - Franco Cucinotta, ex calciatore italiano
- 1952 - Graham Greene, attore canadese
- 1952 - Franco Morgia, compositore e cantautore italiano
- 1952 - Ohad Naharin, ballerino e coreografo israeliano
- 1952 - Jimmy Woudstra, ex cestista olandese
- 1953 - Paolo Bellini, terrorista e criminale italiano
- 1953 - Constantin von Brandenstein-Zeppelin, storico tedesco
- 1953 - Willem Jacobus Eĳk, cardinale e arcivescovo cattolico olandese
- 1953 - Mauro Francaviglia, matematico e fisico italiano († 2013)
- 1953 - Sauro Frutti, allenatore di calcio e ex calciatore italiano
- 1953 - Cyndi Lauper, cantautrice e attrice statunitense
- 1953 - Ian Levine, disc jockey e produttore discografico britannico
- 1953 - Paolo Rossi, attore, comico e cabarettista italiano
- 1953 - Shelley Sekula-Gibbs, politica statunitense
- 1954 - Wolfgang Becker, regista e sceneggiatore tedesco († 2024)
- 1954 - Alfonso Belfiore, compositore italiano
- 1954 - Charles Canady, politico e magistrato statunitense
- 1954 - Amparo Muñoz, attrice e modella spagnola († 2011)
- 1954 - Freddie Prinze, comico e attore statunitense († 1977)
- 1954 - Paolo Santarelli, dirigente sportivo, allenatore di calcio e ex calciatore italiano
- 1954 - Bobby Valentino, violinista, chitarrista e cantautore britannico
- 1955 - Choi Kyoung-hwan, politico sudcoreano
- 1955 - Denis Mendoza, allenatore di calcio e ex calciatore italiano
- 1955 - Gian Carlo Muzzarelli, politico italiano
- 1955 - David Turnley, fotografo statunitense
- 1955 - Peter Turnley, fotografo statunitense
- 1956 - Alfons De Wolf, ex ciclista su strada e pistard belga
- 1956 - François Hadji-Lazaro, cantautore, polistrumentista e attore francese († 2023)
- 1956 - Ron Haslam, pilota motociclistico britannico
- 1956 - Sergio Rizzi, cestista italiano († 1989)
- 1956 - Tim Russ, attore, regista e musicista statunitense
- 1956 - Elia Schilton, attore teatrale italiano
- 1956 - 'Abd al-Basit Sida, storico e politico curdo
- 1956 - Carlos Terry, cestista statunitense († 1989)
- 1956 - Nicola Zanone, ex calciatore italiano
- 1956 - Patrizia Zappa Mulas, attrice e scrittrice italiana
- 1957 - Rodrigo Badilla, ex arbitro di calcio costaricano
- 1957 - Stefania Bertelè, ex danzatrice su ghiaccio italiana
- 1957 - Bozorius, bassista, produttore discografico e compositore italiano
- 1957 - Russ Bray, britannico
- 1957 - Scott Campbell, hockeista su ghiaccio canadese († 2022)
- 1957 - Daniela Doria, attrice cinematografica e danzatrice italiana
- 1957 - Arkadi Ghukasyan, politico karabakho
- 1957 - Meglena Kuneva, politica bulgara
- 1957 - Keith McCord, ex cestista statunitense
- 1957 - Cinzia Monreale, attrice italiana
- 1957 - Hawkeye Whitney, ex cestista statunitense
- 1957 - Herbert Wursthorn, ex mezzofondista tedesco
- 1958 - Antonio Bagnardi, giornalista italiano
- 1958 - Rodion Cămătaru, ex calciatore romeno
- 1958 - Bruce Campbell, attore, produttore cinematografico e scrittore statunitense
- 1958 - Salvatore Di Maio, mafioso italiano
- 1958 - S. T. Joshi, critico letterario statunitense
- 1958 - Vasilīs Paramanidīs, ex cestista greco
- 1958 - Johanna Sinisalo, scrittrice finlandese
- 1958 - Daniela Patrizia Taormina, storica della filosofia italiana
- 1958 - Giuseppe Zinetti, allenatore di calcio e ex calciatore italiano
- 1959 - Sverre Brandhaug, ex calciatore norvegese
- 1959 - David Shulkin, medico e politico statunitense
- 1959 - Nicola Sirkis, cantante, chitarrista e regista francese
- 1959 - Stéphane Sirkis, chitarrista, tastierista e compositore francese († 1999)
- 1959 - Stefano Strappa, dirigente sportivo e ex calciatore italiano
- 1959 - Ed Viesturs, alpinista statunitense
- 1959 - Daniel Xuereb, ex calciatore francese
- 1960 - Erin Brockovich, attivista statunitense
- 1960 - Eduard Demandt, ex giocatore di calcio a 5 olandese
- 1960 - Israel Elimelech, ex cestista israeliano
- 1960 - Fabio Farronato, attore e regista teatrale italiano
- 1960 - Luís de Oliveira Gonçalves, allenatore di calcio angolano
- 1960 - Doug Kimbell, ex pallanuotista statunitense
- 1960 - Robertinho, ex calciatore e allenatore di calcio brasiliano
- 1960 - Kenneth Pinyan, ingegnere statunitense († 2005)
- 1960 - Rovana Plumb, politica rumena
- 1960 - Tracy Pollan, attrice statunitense
- 1960 - Ágatha Ruiz de la Prada, stilista spagnola
- 1960 - Eugenia Salvi, arciera italiana
- 1960 - Adam Schiff, politico statunitense
- 1961 - Choi Jin-han, allenatore di calcio e ex calciatore sudcoreano
- 1961 - Robert Fabbri, scrittore svizzero
- 1961 - Susanne Fülscher, scrittrice tedesca
- 1961 - Massimo Laguardia, percussionista e cantante italiano
- 1961 - Claude Albert Mbourounot, allenatore di calcio gabonese
- 1961 - Pietro Sarubbi, attore italiano
- 1961 - Jimmy Somerville, cantautore, attivista e attore britannico
- 1961 - Vikas Swarup, scrittore e diplomatico indiano
- 1961 - Jeff Ward, pilota motociclistico britannico
- 1962 - Jean Arcelin, pittore svizzero
- 1962 - Schoolly D, rapper statunitense
- 1962 - Campino, cantante e attore tedesco
- 1962 - Stephen Chow, attore, regista e sceneggiatore hongkonghese
- 1962 - Clyde Drexler, ex cestista e allenatore di pallacanestro statunitense
- 1962 - Bobby Gillespie, musicista e cantante britannico
- 1962 - Nicholas Lea, attore canadese
- 1962 - Joie Lee, attrice, sceneggiatrice e regista statunitense
- 1962 - Philippe Marché, ex giocatore di calcio a 5 belga
- 1962 - Giovanni Mauro, politico italiano
- 1962 - Salvatore Nuvoletta, carabiniere italiano († 1982)
- 1962 - Alessandro Pansa, dirigente d'azienda e economista italiano († 2017)
- 1962 - Luca Pignatelli, artista italiano
- 1962 - Jo Squillo, cantautrice, conduttrice televisiva e attivista italiana
- 1962 - Carlos Alberto Trovarelli, francescano argentino
- 1963 - Randy Couture, ex artista marziale misto e attore statunitense
- 1963 - Luigi Furlan, ex ciclista su strada italiano
- 1963 - Dave Gilbert, allenatore di calcio e ex calciatore inglese
- 1963 - Mark O'Toole, arcivescovo cattolico inglese
- 1963 - Sriram Raghavan, regista e sceneggiatore indiano
- 1963 - Mika Sugihara, ex cestista giapponese
- 1963 - John Tenta, wrestler e lottatore di sumo canadese († 2006)
- 1964 - Hiroshi Abe, attore e modello giapponese
- 1964 - Cadillac Anderson, ex cestista statunitense
- 1964 - Amy Brenneman, attrice statunitense
- 1964 - Dan Brown, scrittore statunitense
- 1964 - Tommy Cunningham, musicista, compositore e cantante scozzese
- 1964 - Antonio Vidal González, ex calciatore argentino
- 1964 - Fajr Ibrahim, allenatore di calcio e ex calciatore siriano
- 1964 - Nico Jalink, allenatore di calcio e ex calciatore olandese
- 1964 - Paterson Joseph, attore britannico
- 1964 - Miroslav Kadlec, ex calciatore ceco
- 1964 - Maria Kisito, criminale ruandese
- 1964 - Alessandro Manuelli, vigile del fuoco italiano († 2001)
- 1964 - Henrik Mestad, attore norvegese
- 1964 - Tom Morris, regista teatrale, drammaturgo e produttore teatrale britannico
- 1964 - Markus Prock, ex slittinista e manager austriaco
- 1964 - Gianni Salamon, ex rugbista a 15 e allenatore di rugby a 15 italiano
- 1964 - Ulrike Sarvari, ex velocista tedesca
- 1964 - Curt O. Schaller, direttore della fotografia e fotografo tedesco
- 1965 - Vlad Alexandrescu, politico e filosofo rumeno
- 1965 - Demetrio Angola, ex calciatore boliviano
- 1965 - Uwe Boll, regista, sceneggiatore e produttore cinematografico tedesco
- 1965 - Jeffrey Chiesa, politico e avvocato statunitense
- 1965 - J.J. Cohen, attore statunitense
- 1965 - Claudio Insegno, attore, regista e doppiatore italiano
- 1965 - Jonas Jacobsson, tiratore a segno svedese
- 1965 - Mark Jones, rugbista a 13 e rugbista a 15 britannico († 2025)
- 1965 - Just-Ice, rapper statunitense
- 1965 - Rikard Milton, ex nuotatore svedese
- 1965 - Michael Söderlund, ex nuotatore svedese
- 1965 - Ľubomír Moravčík, allenatore di calcio e ex calciatore slovacco
- 1965 - Maurizio Rolli, bassista, contrabbassista e compositore italiano
- 1965 - Rico Rossi, allenatore di hockey su ghiaccio e ex hockeista su ghiaccio canadese
- 1965 - Anubhav Sinha, regista, sceneggiatore e produttore cinematografico indiano
- 1966 - Camille Benjamin, ex tennista statunitense
- 1966 - Michel Daignault, ex pattinatore di short track canadese
- 1966 - Massimiliano Ferretti, ex pallanuotista e allenatore di pallanuoto italiano
- 1966 - Carlos Freitas, dirigente sportivo portoghese
- 1966 - Carlos Gallardo, attore, produttore cinematografico e regista messicano
- 1966 - Thomas Janeschitz, allenatore di calcio e ex calciatore austriaco
- 1966 - Massimiliano Maddaloni, allenatore di calcio e ex calciatore italiano
- 1966 - Timothy Munnings, ex velocista bahamense
- 1966 - Michael Park, copilota di rally britannico († 2005)
- 1966 - Poli Paskova, ex cestista e cantante bulgara
- 1966 - Emmanuelle Seigner, attrice, modella e cantante francese
- 1966 - Dean Woods, pistard australiano († 2022)
- 1967 - Alejandro Aravena, architetto cileno
- 1967 - Massimo Bonomi, ex rugbista a 15 italiano
- 1967 - Michele Calella, musicologo italiano
- 1967 - Patrick Collot, allenatore di calcio e ex calciatore francese
- 1967 - Eric Green, ex giocatore di football americano statunitense
- 1967 - Marc van Hintum, allenatore di calcio e ex calciatore olandese
- 1967 - Axel Kühn, ex bobbista tedesco
- 1968 - Melinda Nadj Abonji, scrittrice, musicista e artista ungherese
- 1968 - Darrell Armstrong, ex cestista e allenatore di pallacanestro statunitense
- 1968 - Kingsley Black, ex calciatore nordirlandese
- 1968 - Miodrag Božović, allenatore di calcio e ex calciatore montenegrino
- 1968 - Umberto Maria Giardini, cantautore italiano
- 1968 - José Francisco Guerra, ex schermidore spagnolo
- 1968 - Fabián Guevara, ex calciatore cileno
- 1968 - Paula Irvine, attrice statunitense
- 1968 - Jane Lattimore, ex cestista neozelandese
- 1968 - Simone Lenzi, cantautore, scrittore e traduttore italiano
- 1968 - Teodoro Nguema Obiang Mangue, politico equatoguineano
- 1968 - Viktorija Paradiz, ex cestista ucraina
- 1968 - Laurence Plazenet, scrittrice francese
- 1968 - Heidi Rakels, ex judoka belga
- 1968 - Miguel Tobon, ex tennista colombiano
- 1968 - Miri Yū, scrittrice sudcoreana
- 1969 - Sunday Bada, velocista nigeriano († 2011)
- 1969 - Flavio Emer, scrittore e giornalista italiano († 2015)
- 1969 - Ronald Fuentes, allenatore di calcio, dirigente sportivo e ex calciatore cileno
- 1969 - Fabio Fusi, ex nuotatore italiano
- 1969 - Yariv Levin, avvocato e politico israeliano
- 1969 - Francesco Russo, politico e dirigente pubblico italiano
- 1969 - Sun Jun, ex cestista cinese
- 1969 - Viktor Švecov, ex arbitro di calcio ucraino
- 1970 - Paul Campbell, attore canadese
- 1970 - Rastko Cvetković, ex cestista jugoslavo
- 1970 - Michel Elefteriades, politico, artista e produttore discografico libanese
- 1970 - Tracy Melchior, attrice statunitense
- 1970 - Michael Trucco, attore statunitense
- 1970 - Richard Yearwood, doppiatore e direttore del doppiaggio canadese
- 1971 - Khodadad Azizi, allenatore di calcio e ex calciatore iraniano
- 1971 - Claudia Barbieri, attrice e regista teatrale italiana
- 1971 - Andrea Czortek, presbitero, storico e archivista italiano
- 1971 - Erik Hrnčár, ex calciatore e ex giocatore di calcio a 5 slovacco
- 1971 - Mary Lynn Rajskub, attrice statunitense
- 1971 - Laila Rouass, attrice britannica
- 1971 - Kurt Warner, ex giocatore di football americano statunitense
- 1972 - Isabelle Adriani, attrice italiana
- 1972 - Stefano Alessandroni, attore e doppiatore italiano
- 1972 - Dariusz Baranowski, ex ciclista su strada polacco
- 1972 - Michele Canova Iorfida, produttore discografico e arrangiatore italiano
- 1972 - Elena Donazzan, politica italiana
- 1972 - Shigeki Kurata, ex calciatore giapponese
- 1972 - Karl Heinz Molling, ex sciatore alpino e sciatore freestyle italiano
- 1972 - Emanuele Filiberto di Savoia, personaggio televisivo italiano
- 1972 - Edmunds Valeiko, ex cestista e allenatore di pallacanestro lettone
- 1972 - Stephan Vuckovic, triatleta tedesco
- 1973 - Cory Alexander, ex cestista statunitense
- 1973 - Craig Alexander, triatleta australiano
- 1973 - Marcin Dorociński, attore polacco
- 1973 - Giorgio Pasotti, attore e regista italiano
- 1973 - Cyril Saugrain, ex ciclista su strada francese
- 1973 - Chris Traynor, chitarrista e bassista statunitense
- 1973 - Stientje van Veldhoven, politica olandese
- 1974 - Ruslan Adžindžal, allenatore di calcio, dirigente sportivo e ex calciatore russo
- 1974 - Jo Cox, politica britannica († 2016)
- 1974 - Ilaria Cucchi, attivista e politica italiana
- 1974 - Donald Faison, attore statunitense
- 1974 - Dīmītrīs Giannakopoulos, imprenditore e dirigente sportivo greco
- 1974 - Alicia Goranson, attrice statunitense
- 1974 - Ichiei Muroi, ex calciatore giapponese
- 1974 - Amber O'Neal, wrestler statunitense
- 1974 - Alfred Phiri, ex calciatore sudafricano
- 1974 - Darrell Roberts, chitarrista statunitense
- 1974 - Nikolay Shirshov, calciatore uzbeko († 2021)
- 1974 - Vijay, attore indiano
- 1974 - Kristen Zang, modella e attrice statunitense
- 1975 - Boubacar Aw, ex cestista senegalese
- 1975 - Artur Oleksandrovyč Bubnevyč, vescovo cattolico ucraino
- 1975 - Jeff Hephner, attore statunitense
- 1975 - Keiichirō Hirano, scrittore giapponese
- 1975 - Andreas Klöden, ex ciclista su strada tedesco
- 1975 - Lorenzo Mariani, pilota motociclistico italiano
- 1975 - Amadou Tidiane Tall, ex calciatore burkinabé
- 1975 - Joanne Ward, ex tennista britannica
- 1975 - Ahmet Çakı, allenatore di pallacanestro turco
- 1976 - Skënder Bruçaj, religioso albanese
- 1976 - Marcelo Devani, ex calciatore argentino
- 1976 - Arianna Farfaletti Casali, astista italiana
- 1976 - Cristiana Federighi, ex cestista italiana
- 1976 - Simone Guarneri, ex calciatore italiano
- 1976 - Inna Haponenko, scacchista ucraina
- 1976 - Joana Prado, imprenditrice e ex modella brasiliana
- 1976 - Vincenzo Sommese, ex calciatore italiano
- 1976 - Vander Carioca, ex giocatore di calcio a 5 brasiliano
- 1977 - Wouter De Vriendt, politico belga
- 1977 - Lolly, cantante britannica
- 1977 - Amos Lee, cantautore e chitarrista statunitense
- 1977 - Enrico Melozzi, violoncellista, compositore e direttore d'orchestra italiano
- 1977 - Tomochika Mizokami, giocatore di go giapponese
- 1977 - Denis Moschitto, attore tedesco
- 1977 - Evgenij Naer, scacchista russo
- 1977 - Marco Reda, ex calciatore canadese
- 1977 - Frédéric Weis, ex cestista francese
- 1977 - Roelly Winklar, culturista olandese
- 1978 - José Luis Abajo, schermidore spagnolo
- 1978 - Champ Bailey, ex giocatore di football americano statunitense
- 1978 - Ignacio Hierro, ex calciatore messicano
- 1978 - José Meolans, ex nuotatore argentino
- 1978 - Davide Morello, ex calciatore italiano
- 1978 - Shuhei Morita, regista e sceneggiatore giapponese
- 1978 - Thomas Mork, ex calciatore norvegese
- 1978 - Víctor Muzadi, ex cestista angolano
- 1978 - Mehdi Rajabzadeh, ex calciatore iraniano
- 1978 - Pedro Taborda, allenatore di calcio e ex calciatore portoghese
- 1978 - Dan Wheldon, pilota automobilistico britannico († 2011)
- 1979 - Joey Cheek, ex pattinatore di velocità su ghiaccio statunitense
- 1979 - Sandra Klösel, ex tennista tedesca
- 1979 - Leire Martínez, cantante, attrice e produttrice discografica spagnola
- 1979 - Gioia Marzocca, schermitrice italiana
- 1979 - Katia Pietrosanti, ex ginnasta italiana
- 1979 - Jai Rodriguez, attore e cantante statunitense
- 1979 - Denis Selimovič, ex calciatore sloveno
- 1979 - Thomas Voeckler, ex ciclista su strada francese
- 1979 - Leonardo Silva, ex calciatore brasiliano
- 1980 - Davy Arnaud, allenatore di calcio e ex calciatore statunitense
- 1980 - Il'ja Bryzgalov, ex hockeista su ghiaccio russo
- 1980 - Stephanie Jacobsen, attrice australiana
- 1980 - Marius Mapou, calciatore francese
- 1980 - Jade Marcela, ex attrice pornografica e regista statunitense
- 1980 - Blake Moore, politico statunitense
- 1981 - Mathias Abel, ex calciatore tedesco
- 1981 - Yōichi Amano, fumettista giapponese
- 1981 - Péter Bajzát, ex calciatore ungherese
- 1981 - Milka Bjelica, ex cestista montenegrina
- 1981 - Stephen Crainey, ex calciatore scozzese
- 1981 - Sione Lauaki, rugbista a 15 neozelandese († 2017)
- 1981 - Víctor Loyola, ex calciatore cileno
- 1981 - Igor Matić, allenatore di calcio e ex calciatore serbo
- 1981 - Vicente Monje, ex calciatore argentino
- 1981 - Julio César Monterroso, ex calciatore guatemalteco
- 1981 - Aquivaldo Mosquera, ex calciatore colombiano
- 1981 - Ramin Quliyev, ex calciatore azero
- 1981 - Sébastien Reuille, ex hockeista su ghiaccio e dirigente sportivo svizzero
- 1981 - Ronald Spuller, ex calciatore austriaco
- 1982 - Hamad Al-Montashari, ex calciatore saudita
- 1982 - Gustave Bebbe, ex calciatore camerunese
- 1982 - Mati Diop, attrice, regista e sceneggiatrice francese
- 1982 - Andoni Iraola, allenatore di calcio e ex calciatore spagnolo
- 1982 - Ian Kinsler, ex giocatore di baseball statunitense
- 1982 - Matt Lauria, attore statunitense
- 1982 - Angelica Leo, attrice italiana
- 1982 - Simone Leonardi, attore, doppiatore e regista teatrale italiano
- 1982 - Trond Fredrik Ludvigsen, allenatore di calcio e ex calciatore norvegese
- 1982 - Margareth Madè, attrice e modella italiana
- 1982 - Maria Marzana, politica italiana
- 1982 - Tetsuya Naito, wrestler giapponese
- 1982 - Nicole Powell, ex cestista e allenatrice di pallacanestro statunitense
- 1982 - Barbara Ronchi, attrice italiana
- 1982 - Kristof Vliegen, ex tennista belga
- 1983 - Ágatha Bednarczuk, giocatrice di beach volley brasiliana
- 1983 - Giacomo Bevilacqua, fumettista italiano
- 1983 - Gaspare Bitetto, scrittore, conduttore radiofonico e autore televisivo italiano
- 1983 - Bethe Correia, artista marziale misto brasiliano
- 1983 - Emiliano Díaz, allenatore di calcio e ex calciatore argentino
- 1983 - Ayumi Fukushima, danzatrice e insegnante giapponese
- 1983 - Yūki Kamatani, fumettista giapponese
- 1983 - Ayako Kitamoto, ex calciatrice giapponese
- 1983 - Bilal Kısa, ex calciatore turco
- 1983 - Lü Yuanyang, ginnasta cinese
- 1983 - Adrian Pukanyč, calciatore ucraino
- 1983 - Allar Raja, canottiere estone
- 1983 - José Rotella, giocatore di calcio a 5 paraguaiano
- 1983 - Jérémy Roy, ex ciclista su strada e ciclocrossista francese
- 1983 - Christine Sponring, ex sciatrice alpina austriaca
- 1983 - Deanna Stellato-Dudek, pattinatrice artistica su ghiaccio statunitense
- 1983 - Silje Vesterbekkmo, ex calciatrice norvegese
- 1983 - Nuno Viveiros, ex calciatore portoghese
- 1983 - Taniela Waqa, calciatore figiano
- 1983 - Todd Watkins, giocatore di football americano statunitense
- 1983 - Thomas M. Wright, attore australiano
- 1983 - Antônio Carlos dos Santos Aguiar, ex calciatore brasiliano
- 1984 - Giōrgos Apostolidīs, cestista greco
- 1984 - Allen Barbre, giocatore di football americano statunitense
- 1984 - Arron Davies, ex calciatore gallese
- 1984 - Nicolas Godemèche, ex calciatore francese
- 1984 - Guo Wenjun, tiratrice a segno cinese
- 1984 - Dustin Johnson, golfista statunitense
- 1984 - Andrea Mantovani, ex calciatore italiano
- 1984 - José Manuel Rodríguez Morgade, ex calciatore spagnolo
- 1984 - Rubén Martínez, ex calciatore spagnolo
- 1984 - Yūki Ono, doppiatore e cantante giapponese
- 1984 - Sarah Reed, britannica († 2016)
- 1984 - Janko Tipsarević, allenatore di tennis e ex tennista serbo
- 1984 - Jessica White, modella statunitense
- 1985 - Alan Baró, calciatore spagnolo
- 1985 - Rosa Katō, attrice giapponese
- 1985 - Blanka Lipińska, scrittrice polacca
- 1985 - John Moreland, cantautore statunitense
- 1985 - Sofoklīs Schortsianitīs, ex cestista greco
- 1985 - Douglas Smith, attore canadese
- 1985 - Linda Vojtová, modella ceca
- 1985 - Stojan Vranješ, calciatore serbo
- 1986 - Dwayne Anderson, ex cestista, allenatore di pallacanestro e dirigente sportivo statunitense
- 1986 - Bob the Drag Queen, attore, cantante e personaggio televisivo statunitense
- 1986 - Serhij Borzenko, calciatore ucraino
- 1986 - Pär Hansson, ex calciatore svedese
- 1986 - Kevin Hill, ex snowboarder canadese
- 1986 - Eugene Lawrence, cestista statunitense
- 1986 - Isaac Osbourne, ex calciatore inglese
- 1986 - Ramin Ott, calciatore samoano americano
- 1986 - Víctor de la Parte, ex ciclista su strada spagnolo
- 1986 - Setak, cantautore, compositore e chitarrista italiano
- 1986 - Vincent Rono, ex mezzofondista e ex maratoneta keniota
- 1986 - Josh, cantante austriaco
- 1986 - Ivan Taranov, ex calciatore russo
- 1987 - Delone Carter, ex giocatore di football americano statunitense
- 1987 - Joe Dempsie, attore britannico
- 1987 - Naoyuki Fujita, ex calciatore giapponese
- 1987 - Danny Green, ex cestista statunitense
- 1987 - Kōnstantinos Kaznaferīs, ex calciatore greco
- 1987 - Nate Kmic, ex giocatore di football americano statunitense
- 1987 - Lukáš Kubáň, calciatore ceco
- 1987 - Khalid Sebil Lashkari, calciatore emiratino
- 1987 - Lee Min-ho, attore, modello e cantante sudcoreano
- 1987 - Marcelo Leite Pereira, ex calciatore brasiliano
- 1987 - Lisa Lois, cantante olandese
- 1987 - Nikola Matas, ex calciatore croato
- 1987 - Ieva Narkutė, cantante lituana
- 1987 - Oh Yeon-seo, attrice sudcoreana
- 1987 - Aleksander Perka, cestista polacco
- 1987 - Brimah Razak, calciatore ghanese
- 1987 - Nikita Rukavytsya, ex calciatore ucraino
- 1987 - Ernest Seka, calciatore francese
- 1987 - Kissa Sins, attrice pornografica statunitense
- 1987 - Corey Wootton, giocatore di football americano statunitense
- 1988 - Vladimirs Bespalovs, ex calciatore e dirigente sportivo lettone
- 1988 - Anne Cecilie Brusletto, ex sciatrice alpina norvegese
- 1988 - Omri Casspi, ex cestista israeliano
- 1988 - Jon Diebler, ex cestista e dirigente sportivo statunitense
- 1988 - Portia Doubleday, attrice statunitense
- 1988 - Ekaterina Evseeva, ex altista kazaka
- 1988 - Dean Furman, calciatore sudafricano
- 1988 - Matt Janning, ex cestista statunitense
- 1988 - Manueli Kalou, calciatore figiano
- 1988 - Emir Kujović, ex calciatore montenegrino
- 1988 - Marek Kuzma, calciatore slovacco
- 1988 - Kieran Lee, ex calciatore inglese
- 1988 - Omar Montes, cantante, personaggio televisivo e ex pugile spagnolo
- 1988 - Nivaldo Rodrigues Ferreira, calciatore brasiliano
- 1988 - Pablo Palacios Alvarenga, calciatore paraguaiano
- 1988 - Darryl Sharpton, giocatore di football americano statunitense
- 1988 - Marko Stanojević, calciatore serbo
- 1988 - Mark Stewart, ex calciatore scozzese
- 1988 - Rokas Ūzas, cestista lituano
- 1988 - Sara Yuceil, ex calciatrice belga
- 1989 - Daniel Aase, ex giocatore di calcio a 5 e ex calciatore norvegese
- 1989 - Jordan Belchos, pattinatore di velocità su ghiaccio canadese
- 1989 - Fredrik Brustad, ex calciatore norvegese
- 1989 - Djibril Camara, rugbista a 15 francese
- 1989 - Matías Campos, ex calciatore cileno
- 1989 - Papa Alioune Diouf, calciatore senegalese
- 1989 - Zoran Dragić, cestista sloveno
- 1989 - Christian Eyenga, cestista della Repubblica Democratica del Congo
- 1989 - Jung Yong-hwa, cantante, produttore discografico e attore sudcoreano
- 1989 - Ryan Lindley, ex giocatore di football americano statunitense
- 1989 - Andreas Mikkelsen, pilota di rally norvegese
- 1989 - Cédric Mongongu, ex calciatore congolese (Repubblica Democratica del Congo)
- 1989 - William Mosley, cestista statunitense
- 1989 - Benito Santiago, cestista portoricano
- 1989 - Chace Stanback, ex cestista statunitense
- 1989 - Stophira Sunzu, calciatore zambiano
- 1989 - Yared Zinabu, calciatore etiope
- 1989 - Dieguinho, giocatore di calcio a 5 brasiliano
- 1990 - Mohamed Al-Gadi, ex calciatore libico
- 1990 - Daniel Arcas, pilota motociclistico spagnolo
- 1990 - Darrell Ceciliani, giocatore di baseball statunitense
- 1990 - Quinton Coples, giocatore di football americano statunitense
- 1990 - T.J. DiLeo, ex cestista statunitense
- 1990 - Diego Oliveira De Queiroz, ex calciatore brasiliano
- 1990 - Sara Globočnik, ex sciatrice alpina slovena
- 1990 - Andrea Huisgen, modella spagnola
- 1990 - Kei Inoo, personaggio televisivo, cantante e attore giapponese
- 1990 - Lydia Jele, velocista botswana
- 1990 - Sebastian Jung, calciatore tedesco
- 1990 - Hiba Omar, discobola e pesista siriana
- 1990 - Edgardo Orzuza, calciatore paraguaiano
- 1990 - Kyrylo Petrov, calciatore ucraino
- 1990 - Aleksandr Prochorenko, militare russo († 2016)
- 1990 - Yun Ju-tae, calciatore sudcoreano
- 1991 - Franko Andrijašević, calciatore croato
- 1991 - Chakir Ansari, lottatore francese
- 1991 - Valentina Cernoia, calciatrice italiana
- 1991 - Laetitia Darche, modella mauriziana
- 1991 - Despina Georgiadou, schermitrice greca
- 1991 - Katie Jarvis, attrice britannica
- 1991 - Emil Larsen, calciatore danese
- 1991 - Lucas Galvão, calciatore brasiliano
- 1991 - Hugo Mallo, calciatore spagnolo
- 1991 - Oriana Milazzo, ex cestista italiana
- 1991 - Jens Frederik Nielsen, politico e giocatore di badminton groenlandese
- 1991 - Ambroise Oyongo, calciatore camerunese
- 1991 - Fran Cruz, calciatore spagnolo
- 1991 - César de la Peña, ex calciatore messicano
- 1992 - Eugene Amo-Dadzie, velocista britannico
- 1992 - Yves Baraye, calciatore senegalese
- 1992 - Hernando Bohórquez, ciclista su strada colombiano
- 1992 - Erika Kirpu, schermitrice estone
- 1992 - Olena Kravac'ka, schermitrice ucraina
- 1992 - Dženan Kurtić, cestista francese
- 1992 - Mehrdad Mardani, lottatore iraniano
- 1992 - Carlos Rodrigo Núñez, calciatore uruguaiano
- 1992 - Akuoma Omeoga, bobbista nigeriana
- 1992 - Sonny Stevens, calciatore olandese
- 1992 - Katlin Winters, ex pallavolista statunitense
- 1993 - Jonathan Augustin-Fairell, cestista statunitense
- 1993 - Elena Coletti, canottiera italiana
- 1993 - Mory Diaw, calciatore senegalese
- 1993 - Dar'ja Dmitrieva, ex ginnasta russa
- 1993 - Loris Karius, calciatore tedesco
- 1993 - Dominik Kun, calciatore polacco
- 1993 - Ginevra, cantautrice italiana
- 1993 - Reziuan Mirzov, calciatore russo
- 1993 - Danny Ward, calciatore gallese
- 1994 - Akasha Bashir, pakistano († 2015)
- 1994 - Helge Baues, ex cestista tedesco
- 1994 - Carlinhos, calciatore brasiliano
- 1994 - Luiz Felipe Domingues, giocatore di football americano brasiliano
- 1994 - Sébastien Haller, calciatore francese
- 1994 - Adam Johnson, hockeista su ghiaccio statunitense († 2023)
- 1994 - Breanna Lewis, ex cestista statunitense
- 1994 - Louta, cantante e musicista argentino
- 1994 - Jordan Mathews, cestista statunitense
- 1994 - Wayne McCullough, cestista statunitense
- 1994 - Christophe Nduwarugira, calciatore burundese
- 1994 - Tjaša Oder, ex nuotatrice slovena
- 1994 - Teddy Quinlivan, modella statunitense
- 1994 - Oliver Silverholt, calciatore svedese
- 1994 - Tomas Švedkauskas, calciatore lituano
- 1994 - Melissa Venturini, calciatrice italiana
- 1994 - Damla Çakıroğlu, pallavolista turca
- 1995 - Deni Andrun, taekwondoka croato
- 1995 - Chen Chao-an, calciatore taiwanese
- 1995 - T.J. Cromer, ex cestista statunitense
- 1995 - Wesley Dias Claudino, calciatore brasiliano
- 1995 - Ilkka Herola, combinatista nordico finlandese
- 1995 - Selim Ilgaz, calciatore francese
- 1995 - Sara Kolak, giavellottista croata
- 1995 - Mark Magsayo, pugile filippino
- 1995 - Aleksandr Evgen'evič Mal'cev, sincronetto russo
- 1995 - Kasim Nuhu, calciatore ghanese
- 1995 - Tyler O'Neill, giocatore di baseball canadese
- 1995 - Israel Poblete, calciatore cileno
- 1995 - Micheál Richardson, attore irlandese
- 1995 - Alessio Rovera, pilota automobilistico italiano
- 1996 - Yusupha Bobb, calciatore gambiano
- 1996 - Hugo Calderano, tennistavolista brasiliano
- 1996 - Alberto Cacace, cestista italiano
- 1996 - Danielle Cuttino, pallavolista statunitense
- 1996 - Vasilīs Fasidīs, calciatore greco
- 1996 - Stanisław Frejlak, goista polacco
- 1996 - Silvère Ganvoula, calciatore congolese (Repubblica del Congo)
- 1996 - Jefferson Gómez, ex calciatore colombiano
- 1996 - Rodri, calciatore spagnolo
- 1996 - David Ketterer, ex sciatore alpino tedesco
- 1996 - Kong Sangjeong, pattinatrice di short track sudcoreana
- 1996 - William Kurtović, calciatore svedese
- 1996 - Mikel Merino, calciatore spagnolo
- 1996 - Marshall Munetsi, calciatore zimbabwese
- 1996 - Tomoa Narasaki, arrampicatore giapponese
- 1996 - Sultan Al-Shamsi, calciatore emiratino
- 1996 - Otabek Shukurov, calciatore uzbeko
- 1996 - Dušan Stevanović, calciatore serbo
- 1996 - Giōrgos Tsalmpourīs, cestista greco
- 1996 - Jeferson de Araújo de Carvalho, calciatore brasiliano
- 1997 - Kirill Alekseenko, scacchista russo
- 1997 - G'Vaune Amory, calciatore nevisiano
- 1997 - Lorenzo Dalla Porta, pilota motociclistico italiano
- 1997 - Dinah Jane, cantante statunitense
- 1997 - Josh Jones, giocatore di football americano statunitense
- 1997 - Máté Katona, calciatore ungherese
- 1997 - Erik Mobärg, sciatore freestyle svedese
- 1997 - Stefano Moro, pistard e ciclista su strada italiano
- 1997 - Mayu Mukaida, lottatrice giapponese
- 1997 - Josh Naylor, giocatore di baseball canadese
- 1997 - Keisean Nixon, giocatore di football americano statunitense
- 1997 - Florjan Pergjoni, calciatore albanese
- 1997 - Gabriel Rojas, calciatore argentino
- 1997 - Kgaogelo Sekgota, calciatore sudafricano
- 1998 - Larnel Coleman, giocatore di football americano statunitense
- 1998 - Javairô Dilrosun, calciatore olandese
- 1998 - Tarron Jackson, giocatore di football americano statunitense
- 1998 - Eligijus Jankauskas, calciatore lituano
- 1998 - Jayro Jean, calciatore haitiano
- 1998 - Edoardo Manzi, pallanuotista italiano
- 1998 - Yoann Miangue, taekwondoka francese
- 1998 - Nikola Prkosovački, giocatore di football americano serbo
- 1998 - Isaac White, cestista australiano
- 1998 - Maureen Wroblewitz, modella filippina
- 1998 - Jean Lucas Oliveira, calciatore brasiliano
- 1999 - Cam Akers, giocatore di football americano statunitense
- 1999 - Nicolò D'Antino, pallamanista italiano
- 1999 - Akayleb Evans, giocatore di football americano statunitense
- 1999 - Ahmed Kendouci, calciatore algerino
- 1999 - Will Mallory, giocatore di football americano statunitense
- 1999 - Valerio Mastrantonio, calciatore italiano
- 1999 - Kellen Mond, giocatore di football americano statunitense
- 1999 - Nik'a Ninua, calciatore georgiano
- 1999 - Alfonso Trezza, calciatore uruguaiano
- 1999 - Nick Zakelj, giocatore di football americano statunitense
- 1999 - Andi Zeqiri, calciatore svizzero
- 2000 - Lorenz Assignon, calciatore francese
- 2000 - Mizgin Ay, velocista turca
- 2000 - Giannīs Christopoulos, calciatore greco
- 2000 - Lukáš Dostál, hockeista su ghiaccio ceco
- 2000 - Amari Gainer, giocatore di football americano statunitense
- 2000 - Jonathan González, calciatore uruguaiano
- 2000 - Diego Hernández, calciatore uruguaiano
- 2000 - Cameron McGrone, giocatore di football americano statunitense
- 2000 - Vanessa Panzeri, calciatrice italiana
- 2000 - Edgaras Utkus, calciatore lituano

## XXI secolo(32)
- 2001 - George Campbell, calciatore statunitense
- 2001 - Francesco Comparoni, pallavolista italiano
- 2001 - Camilla Forcinella, calciatrice italiana
- 2001 - Luciano Gondou, calciatore argentino
- 2001 - Aron Isomi Mbo, lottatore della Repubblica Democratica del Congo
- 2001 - Tom Krauß, calciatore tedesco
- 2001 - Maurício Magalhães Prado, calciatore brasiliano
- 2001 - Davide Ruiu, ex sollevatore italiano
- 2001 - Filipe Sissé, calciatore portoghese
- 2002 - Adama Boiro, calciatore spagnolo
- 2002 - Davide Incerti, calciatore cubano
- 2002 - Gui Santos, cestista brasiliano
- 2002 - Konstantin Tjukavin, calciatore russo
- 2002 - Daniil Šamkin, calciatore russo
- 2003 - Sinclair Armstrong, calciatore irlandese
- 2003 - Ekaterina Beljaeva, tuffatrice russa
- 2003 - Simone Cerasuolo, nuotatore italiano
- 2003 - Kilian Nikièma, calciatore olandese
- 2003 - Sebastián Pérez Bouquet, calciatore messicano
- 2003 - Mariano Troilo, calciatore argentino
- 2004 - Franco González, calciatore uruguaiano
- 2004 - Nadia Krezyman, calciatrice polacca
- 2004 - Facundo Muñoa, calciatore uruguaiano
- 2004 - Juan Pablo Torres Patiño, calciatore colombiano
- 2004 - Nienke Vinke, ciclista su strada e ciclocrossista olandese
- 2005 - Kenan Bilalović, calciatore svedese
- 2005 - Facundo Di Biasi, calciatore argentino
- 2005 - Sasha Gatt, nuotatrice maltese
- 2005 - Lucas Michal, calciatore francese
- 2006 - Zépiqueno Redmond, calciatore olandese
- 2006 - Ayano Shimada, nuotatrice artistica giapponese
- 2006 - Lorenzo Venturino, calciatore italiano